# Макіавеллізм

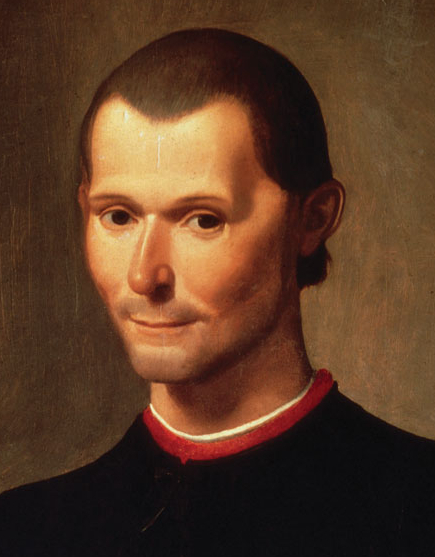
Нікколо Макіавеллі

Макіавеллі́зм  — «використання хитрості й лукавства в керуванні державою або взагалі в адмініструванні», про що йшлося в працях італійського дипломата і письменника епохи Відродження Нікколо Макіавеллі. Слово має аналогічне використання в сучасній психології, що характеризує лукавий стиль міжособистісного спілкування, пов'язаний із цинічними і прагматичними нехтуваннями моралі. «Макіявеллі» як слово стало дуже популярним у кінці XVI-го століття в англійській мові, хоча термін «макіавеллізм» уперше наведений в Оксфордському словнику англійської мови від 1626.

## Політична думка
У XVI столітті, одразу після публікації «Державця», макіавеллізм з Італії чумою вповз до північної європейської політики, і спершу інфікував Францію. Саме в цьому контексті Варфоломіївська ніч 1572 року в Парижі стала розглядатися як продукт макіавеллізму. Значною мірою цьому сприяв гугенот Інокентій Жентілле у своїй праці 1576 року «Роздуми про шляхи доброго правління проти Макіавеллі» (Discours contre Machiavel), яка була надрукована в десяти виданнях трьома мовами впродовж наступних чотирьох років. Існує мало слідів макіавеллізму у французьких творах до різанини, не те, що політики не телеграфували свої наміри в письмовому вигляді, до власної книги Gentillet, але ця концепція була підхоплена багатьма сучасниками, і зіграло вирішальну роль у встановленні тривалих популярних концепцій макіавеллізму.
Англійський драматург Крістофер Марло був захопленим прихильником цієї точки зору. У «Мальтійському євреї» (1589-90) «Machievel» в пролозі говорить, що всі вважають його мертвим, але душа його перелетіла через Альпи і він прибув у Британію до друзів. Він вважає релігію іграшкою і стверджує що немає гріха, а є тільки дурість, що влада затверджується тільки силою, а закон, як у дракона, міцний тільки кров'ю. Макіавеллі приїхав, аби грати трагедію єврея, який розбагатів, живучи за його принципами, і просить глядачів оцінити його за заслугами й не судити надто строго.
У наступній п'єсі, «Різанині в Парижі» (1593), Герцог де Гіз і Катерина Медічі змальовуються як макіавеллісти, схиблені на злі від самого початку.
Есе «Антимакіавеллі», написане у XVIII столітті Фрідріхом Великим, королем Пруссії та заступником Вольтера, спростовує «Принца» і макіавеллізм. Уперше воно було оприлюднене у вересні 1740 року, через кілька місяців після того, як він став королем, і є однією з багатьох таких робіт.

## Психологія
Макіавеллізм також є терміном, який деякі соціальні та особистісні психологи використовують, щоб описати тенденцію людини бути безпристрасним, і, отже, в змозі самого себе відокремити від загальноприйнятої моралі, обманювати й маніпулювати іншими. У 1960 році Річард Крісті та Флоренц Л. Гейтс розробили тест для вимірювання рівня макіавеллізму людини (іноді називають Мак-тестом). Двадцять пунктів опитування особистості стали стандартним інструментом оцінки макіавеллізму. Люди з високим рівнем макіавеллізму (від 50 балів і вище), як правило, схвалюють такі твердження, як «Ніколи не говори кому-небудь, чому ти робиш щось, якщо тобі це не приносить вигоди» (№ 1), але не ті, на кшталт: «Більшість людей в основному хороші і добрі»(№ 4), «Потрібно завжди бути чесним, попри все», (№ 7) або «Успішні люди в основному чесні й хороші»(№ 11). Користаючи шкалу макіавеллізму, Крісті та Гейтс провели безліч експериментальних тестів, які показали, що міжособистісні стратегії і поведінки «високих Мак» і «низьких Мак» відрізняються. Їхні основні результати були широко розповсюджені. Наприклад, Мак-показники чоловіків, у середньому, трохи більші, ніж показники в жінок.
Сенс поняття складається із трьох психологічних факторів:
1. Поведінка. Маніпуляція людьми;
2. Відношення. Емоційна маргінальність;
3. Нехтування соціальною мораллю.

## Мотивація
У 1992 році спонукання до макіавеллізму пов'язували з холодним егоїзмом і розрахунком. Передбачалося, що особи з високими показниками Мак-шкали домагалися свого (наприклад, сексу, успіху, соціального стану) всіма способами. Пізніші дослідження з мотивації людей із високими показниками Мак-шкали в порівнянні з низькими, виявили, що ті надавали високого пріоритету грошам, владі та конкуренції, але натомість відносно низький пріоритет товариським стосункам, інстинкту самозбереження і сімейним проблемам. Вони були зосереджені на абсолютних досягненнях і перемогах будь-якою ціною.

## Здібності
Через їхню майстерність в міжособистісних маніпуляціях, особам з високими показниками Мак-шкали неправильно приписувалося володіння вищим розумом, чи здатність розуміти інших людей у соціальних ситуаціях. Проте дослідженнями твердо встановлено, що макіавеллізм не пов'язаний з IQ. Окрім того, дослідження на емоційний інтелект виявили, що насправді високі показники макіавеллізму, як правило, пов'язані з низькою емоційною компетентністю. Також, дослідження показали, що макіавеллізм не має стосунку до просунутішої теорії розуму, себто здатності передбачати те, що інші думають в соціальних ситуаціях. Тож, якщо високі показники Мак-шкали і справді вказують на вміння маніпулювати іншими людьми, це не пов'язано з якимись спеціальними пізнавальними здібностями.

## Відносини з іншими рисами особистості
Макіавеллізм є однією з трьох рис особистості, що разом з нарцисизмом і психопатією складають так звану темну тріаду. Деякі психологи вважають макіавеллізм по суті субклінічною формою психопатії, хоча останні дослідження показують, що хоч макіавеллізм і психопатія частково схожі, вони є різними конструкціями особистості.
Макіавеллізм, як було виявлено, негативно корелює з доброзичливістю (англ. Agreeableness) (R = −0,47) і сумлінністю (R = −0,34), факторами великої п'ятірки моделі особистості (NEO-PI-R). Тим не менш, макіавеллізм більш високо корелює з чесністю (англ. Honesty-humility) шестифакторної HEXACO моделі, ніж з будь-яким з факторів великої п'ятірки. Макіавеллізм також був розташований у моделі міжособистісної поведінки, яка складається з двох незалежних факторів сприяння і спілкування. Сприяння посилається на мотивацію до успіху та індивідуалізацію себе, водночас спілкування відноситься до мотивації, щоб злитися з іншими і підтримувати групові інтереси. Макіавеллізм перебуває у квадранті міжособистісної поведінки, що визначається високим сприянням і низьким рівнем спілкування. Макіавеллізм, як було встановлено, лежить на діагоналі моделі міжособистісної поведінки, що зветься англ. self-construal, де наявна тенденція віддавати перевагу спілкуванню через сприяння. Це говорить про те, що люди високими показниками макіавеллізму не просто хочуть досягти, вони хочуть зробити це коштом (або принаймні без обліку) інших.